# 3 h 10 pour Yuma (film, 2007)
Pour les articles homonymes, voir 3 h 10 pour Yuma.
Pour plus de détails, voir Fiche technique et Distribution.
3 h 10 pour Yuma, ou 3:10 pour Yuma au Québec (3:10 to Yuma) est un film américain réalisé par James Mangold et sorti en 2007. Il s'agit de la deuxième adaptation cinématographique de la nouvelle d'Elmore Leonard intitulée Three-Ten to Yuma (en), parue en mars 1953 dans Dime Western Magazine. Une première adaptation avait déjà vu le jour en 1957.
Il raconte l'aventure d'un fermier de l'Arizona qui escorte un criminel pour le mener dans un train à destination de Yuma.

## Synopsis

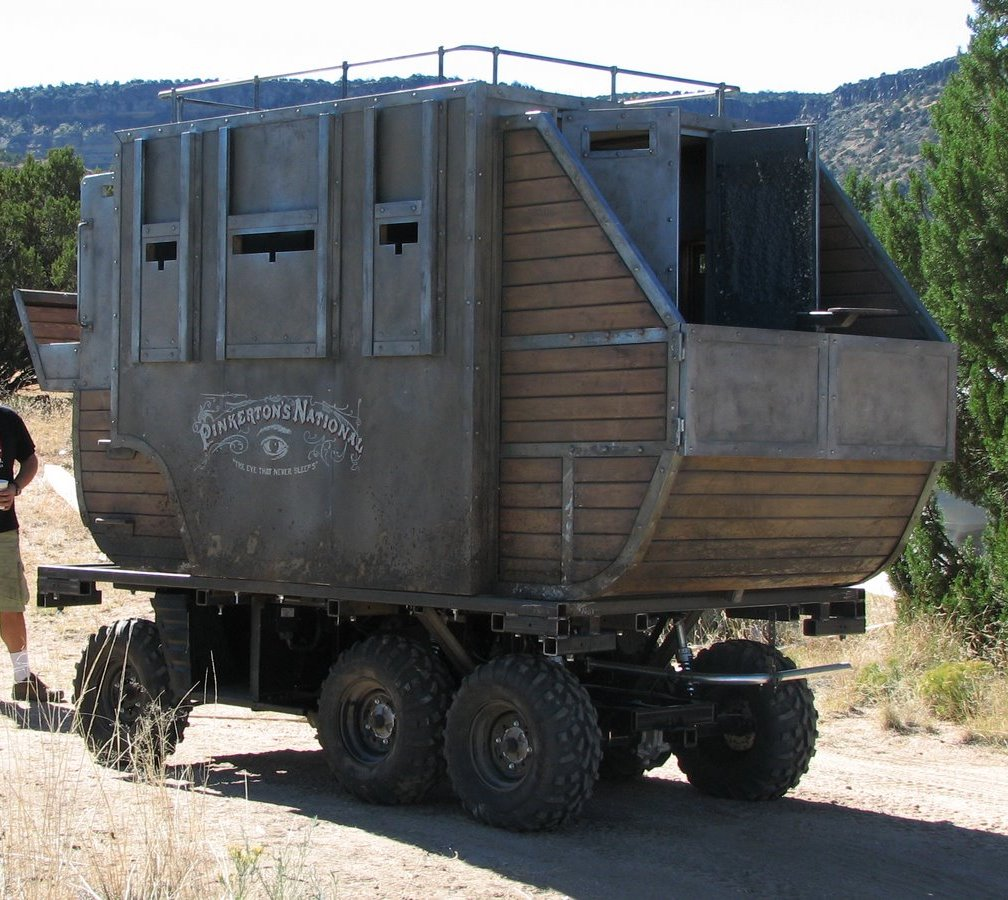
Une diligence utilisée durant le tournage.

Dan Evans, infirme depuis la guerre de Sécession, subsiste comme fermier dans l'Arizona. Une nuit, sa grange est incendiée par des hommes de Glen Hollander, un de ses créanciers. Le lendemain, Dan Evans et ses deux fils, William et Mark, partent rassembler le bétail qui a fui durant l'incendie.
Ils assistent alors à l'embuscade d'une diligence transportant des fonds de la Southern Pacific Railroad protégés par des agents Pinkerton. L'attaque s'avérant difficile, le hors-la-loi Ben Wade se sert du troupeau des Evans pour barrer la route à la diligence, qui se renverse. Ben Wade et ses hommes tuent ensuite les survivants, sauf Byron McElroy, qui est néanmoins gravement blessé. Effrayés, Dan Evans et ses fils tentent de s'éloigner discrètement ; malheureusement, ils font du bruit et Ben Wade les découvre ; ce dernier décide de leur confisquer leurs chevaux, qu'il laissera attachés sur le chemin de la ville de Bisbee. Dan Evans et ses fils installent alors McElroy sur une civière de fortune et se mettent en route.
Arrivé à Bisbee, Dan Evans tente d'obtenir un délai de paiement auprès de Hollander. Celui-ci lui répond que le terrain l'intéresse plus que le remboursement, car il spécule sur la future présence d'une ligne de chemin de fer dans la région ; la famille Evans est donc indésirable. Evans, furieux, va chercher son fusil et se rend au saloon de la ville ; au lieu d'y trouver Hollander, il y croise Wade et le retarde suffisamment pour que les autorités l'arrêtent. Le représentant de la Southern Pacific, Grayson Butterfield, demande que le criminel soit escorté jusqu'à la gare de Contention City (en), où le train de 3 h 10 le conduira jusqu'à la prison du comté de Yuma ; McElroy, Tucker (un homme de main de Hollander), et Potter (un médecin vétérinaire) décident de faire partie de l'escorte ; Evans se joint à eux contre 200 dollars. Pendant qu'ils conduisent Wade vers un fourgon pénitentiaire, Charlie Prince, le plus redoutable des hommes de main de Wade, chevauche hors de la ville après avoir tué plusieurs personnes en guise de représailles.
Les hommes se rendent à la ferme Evans ; Charlie Prince les suit, montrant ostensiblement qu'il surveille le convoi. Pour déjouer cette surveillance, les hommes échangent Wade contre une autre personne et dorment à la ferme pendant que le fourgon servant de leurre éloigne les hors-la-loi. Butterfield, Evans, McElroy, Tucker, Potter, et leur prisonnier partent le lendemain, à l'aube.
Le voyage se révèle très dangereux : Wade tue d'abord Tucker ; puis il se débarrasse de McElroy, et seule l'arrivée imprévue de William Evans empêche Wade de s'échapper ; puis des Apaches attaquent et Wade réussit à s'évader. Mais il est reconnu et capturé par le contremaître d'un chantier de construction d'une nouvelle ligne de chemin de fer, bien décidé à se venger d'un ancien meurtre commis par le bandit. Butterfield, Dan, William Evans, et Potter doivent employer la force pour reprendre leur prisonnier ; durant l'escarmouche, Potter est tué.
Les survivants arrivent enfin à Contention et s'installent dans une chambre, où le shérif et ses hommes viennent les aider. Mais la bande de Wade arrive en ville et promet 200 dollars à tout habitant qui abattra un des hommes qui retiennent Wade. Terrifiés, le marshal et ses hommes se rendent, mais se font tuer sans pitié. Voyant cela, Butterfield renonce et conseille aux Evans de l'imiter. Dan Evans comprend alors qu'il peut définitivement mettre sa famille à l'abri des difficultés qu'elle connait : il demande à Butterfield de verser 1 000 dollars à sa femme et de protéger la ferme contre les agissements de Hollander ; Butterfield accepte. Dan Evans, dont la bravoure est désormais évidente, demande alors à son fils aîné de partir.
À 15 heures, Evans et Wade sortent de la chambre. Malgré la fusillade sanglante que provoque leur course, ils réussissent à rejoindre le train. Mais Charlie Prince survient et abat Evans. Ben Wade, bouleversé par la mort de celui dont les actes lui avaient inspiré du respect, se débarrasse de Prince et de toute sa bande… puis monte de lui-même dans le train qui l'emmènera en prison, en sifflant son cheval.

## Fiche technique
- Titre original : 3:10 to Yuma
- Titre français : 3 h 10 pour Yuma
- Titre québécois : 3:10 pour Yuma
- Réalisation : James Mangold
- Scénario : Halsted Welles, Michael Brandt et Derek Haas (en), d’après la nouvelle d'Elmore Leonard
- Direction artistique : Greg Berry
- Décors : Jay Hart
- Costumes : Arianne Phillips
- Photographie : Phedon Papamichael
- Montage : Michael McCusker
- Musique : Marco Beltrami
- Production : Cathy Konrad
- Sociétés de production : Lionsgate, Tree Line Films et Relativity Media
- Sociétés de distribution : Lionsgate (États-Unis), TFM Distribution (France)
- Budget : 55 millions $[1]
- Pays d'origine :  États-Unis
- Langue originale : anglais
- Genre : western, drame
- Durée : 122 minutes
- Dates de sortie[2] : 
  - États-Unis : 7 septembre 2007
  - France : 26 mars 2008

## Distribution
- Russell Crowe (V. F. : Marc Alfos ; V. Q. : Pierre Auger) : Ben Wade
- Christian Bale (V. F. : Jean-Michel Fête ; V. Q. : Antoine Durand) : Dan Evans
- Ben Foster (V. F. : Antoine Basler ; V. Q. : Jean-François Beaupré) : Charlie Prince
- Logan Lerman (V. Q. : Nicholas Savard L'Herbier) : William Evans
- Peter Fonda (V. F. : Gilbert Beugniot ; V. Q. : Guy Nadon) : Byron McElroy
- Dallas Roberts (V. F. : Luc-Antoine Diquéro ; V. Q. : Patrick Chouinard) : Grayson Butterfield
- Forrest Fyre (V. Q. : Jean-Luc Montminy) : M. Boles
- Alan Tudyk (V. Q. : Daniel Lesourd) : le docteur Potter
- Vinessa Shaw (V. Q. : Marie-Josée Normand) : Emma « Emmy » Nelson
- Lennie Loftin : Glen Hollander
- Kevin Durand (V. F. : Loïc Houdré ; V. Q. : François L'Écuyer) : Tucker
- Luce Rains (V. Q. : Stéphane Rivard) : le marshal Weathers
- Gretchen Mol (V. Q. : Violette Chauveau) : Alice Evans
- Luke Wilson (V. Q. : Renaud Paradis) : Zeke

Source et légende : Version française (V. F.) sur le site d’AlterEgo (la société de doublage)

## Production

### Développement
James Mangold a l'idée de faire un remake de 3 h 10 pour Yuma sur le tournage de Identity : « J'ai eu comme une révélation. Pourquoi ne pas tenter de traiter les idées du film d'origine avec une perspective plus moderne ? Souvent, vous êtes attiré par un terrain parce qu'il n'a pas été très exploité récemment. Le western me semblait avoir été négligé au cours de la dernière décennie. Et pourtant, il demeure une part essentielle du cinéma américain. »
Bien que l'équipe veuille respecter le scénario original de Halsted Welles, certains éléments sont étoffés comme le transfert entre Bisbee et Contention, très rapide dans le premier film. L'un des scénaristes du remake, Michael Brandt, explique qu'« on était tous fan de l'original, et on cherchait un moyen de le rendre accessible à un public contemporain. Le mot d'ordre de Jim était : toujours plus âpre. Toujours plus réel. ».

### Attribution des rôles
Tom Cruise devait à l'origine incarner Ben Wade et Eric Bana le fermier Dan Evans. Mais Tom Cruise abandonne rapidement le projet. Le réalisateur James Mangold insiste alors pour que Russell Crowe reprenne le rôle de Ben Wade.

### Tournage
Le tournage a eu lieu au Nouveau-Mexique entre octobre 2006 et janvier 2007, pour une durée de 54 jours.

## Accueil

### Critique
Il a reçu un accueil critique favorable, recueillant 88 % de critiques positives, avec une note moyenne de 7,5⁄10 et sur la base de 214 critiques collectées, sur le site agrégateur de critiques Rotten Tomatoes. Sur Metacritic, il obtient un score de 76⁄100 sur la base de 37 critiques collectées.

### Box-office
Le film a connu un succès mitigé, rapportant environ 70 016 220 $ au box-office mondial, dont 53 606 916 $ en Amérique du Nord, pour un budget de 55 000 000 $. En France, il a réalisé 185 642 entrées.
| Pays ou région    | Box-office      | Date d'arrêt du box-office | Nombre de semaines |
| ----------------- | --------------- | -------------------------- | ------------------ |
| États-Unis Canada | 53 606 916 $    | -                          | -                  |
| France            | 185 642 entrées | -                          | -                  |
| Total mondial     | 70 016 220 $    | -                          | -                  |

## Distinctions
Le film s’est classé 5e dans le top 10 des AFCA Awards 2007 et 7e dans le top 10 des COFCA Awards 2008.

### Nominations
- 12e cérémonie des Satellite Awards :
  - Meilleur film dramatique
  - Meilleur acteur dans un second rôle pour Ben Foster
- 80e cérémonie des Oscars :
  - Meilleure musique de film pour Marco Beltrami
  - Oscar du meilleur son pour David Giammarco, Paul Massey et Jim Stuebe
- 34e cérémonie des Saturn Awards :
  - Meilleur film d'action, d'aventures ou thriller
  - Meilleur acteur dans un second rôle pour Ben Foster
- COFCA Awards 2008 :
  - Meilleur acteur dans un second rôle pour Ben Foster
  - Meilleure distribution
- 13e cérémonie des Critics Choice Awards :
  - Meilleur compositeur pour Marco Beltrami
- HFCS Award 2008 :
  - Meilleure distribution
- 14e cérémonie des Screen Actors Guild Awards :
  - Meilleure distribution